# 杜如晦
杜如晦（585年—630年5月6日），字克明，京兆郡杜陵县（今陝西省西安市長安区）人，唐朝初期大臣。他是李世民奪取政權、開創貞觀之治中的主要謀臣之一，深受李世民的重用。与房玄龄被人并称“房谋杜断”。
唐太宗时的宰相：贞观二年（628年）正月至三年（629年）二月为侍中，三年二月至十二月为尚书右仆射。

## 生平
杜如晦自少聪悟，好谈文史，是个典型的彬彬书生。在隋朝大业年间起家为雍州从事，吏部侍郎高孝基很是器重他，赞扬他有应变之才，是栋梁之才。隋炀帝前往江都游玩时，代替王使君判留守事。秦王李世民平定京城时，引为秦王府兵曹参军。当时的太子李建成对杜如晦非常忌惮，他对齐王李元吉说：“秦王府中可惮之人，惟杜如晦与房玄龄耳。”被外调出秦王府。经房玄龄周旋，李世民又将他调回幕府。此后跟随李世民东征西讨，为其参谋军国大事，平定了薛仁果、刘武周、王世充、窦建德等诸路诸侯。以功勋累迁陕东道大行台司勋郎中，封建平县男，食邑三百户。不久以本官兼任文学馆学士。
李世民的天策府建立后，杜如晦任从事中郎，被画像纪念的天策府十八学士中，以杜如晦为首，其画像上的讚語为：“建平文雅，休有烈光。怀忠履义，身立名扬。”
武德九年六月四日玄武门之变后，李世民被立为皇太子，杜如晦任太子右庶子（唐书为左庶子，杜如晦碑为右庶子），不久迁任兵部尚书，进封蔡国公，赐实封一千三百户。
贞观二年，杜如晦以本官摄侍中，兼吏部尚书，总监东宫兵马事务。
贞观三年，杜如晦代长孙无忌为尚书右仆射，與左仆射房玄齡共掌朝政，制定了唐朝各个部门的规模及典章，被人们赞为良相，史有「房謀杜斷」之稱。同年冬天杜如晦因病辞职，唐太宗对他的病情极为关注，频频派人慰问，给他寻找名医和治病药物，到贞观四年五月终因病重而去世，年仅四十六。唐太宗对他去世极为痛心，追赠他为司空，徙封萊国公，谥曰成（杜如晦碑载为谥曰诚）。

## 杜如晦碑
杜如晦碑，唐太宗命虞世南撰写碑文，欧阳询隶书。又称《赠司空杜如晦碑》。贞观四年立于醴泉县昭陵。 著录首见宋赵明诚《金石录目》第五五九。

## 家庭
- 参见京兆杜氏

### 家世
- 高祖：杜秀，北魏辅国将军，赠豫州刺史。
- 曾祖：杜皎，北周仪同三司、武都郡守，赠开府仪同、大将军、遂州刺史。
- 伯祖：杜果，隋兵部尚书，义兴县公。
- 祖父：杜徽，字晔，怀州长史。（据《金石录》杜如晦碑）
- 父亲：杜吒，隋昌州长史。
- 叔父：杜淹，安吉郡公。

### 弟
- 杜楚客，后任魏王李泰府中长史，拜工部尚书，掌管魏王泰府事。拥戴李泰与李承争夺太子之位，贞观十七年被免死废为庶人，寻授处化县令。

### 子
- 杜構，承襲莱国公爵位，官至刺史。後因弟弟杜荷的牽連而被流放嶺南，死於南方。
- 杜荷，娶唐太宗之女城陽公主，赐爵襄阳郡公，贞观十七年，捲入皇太子李承、齐王李祐谋反案被處斩。

## 延伸阅读
[在维基数据编辑]
 在维基文库阅读此作者作品（ 在维基共享资源阅览影像）
 《舊唐書/卷66》，出自刘昫《舊唐書》
 《新唐書·卷096》，出自《新唐書》